# Solveig
Solveig är ett kvinnonamn med norskt ursprung. Bildat av sal - hus, sal och -veig vars betydelse är oklar, men enligt vissa tolkningar skulle betyda ”den stridande”. Namnet har länge förekommit i olika varianter i Norge (Solveig, Solvei, Solvi) men blev känt i Sverige först i slutet av 1800-talet genom Henrik Ibsens drama Peer Gynt. Alternativa stavningar/varianter: Solvei, Solveige, Solveij, Solvej, Solvi, Solvieg, Solvig, Solvige, Solweig.
Namnet hade en popularitetsperiod på 1930- och 1940-talen men är ovanligt bland dagens flickor. Det fanns 31 december 2009 totalt 19 727 kvinnor i Sverige med förnamnet Solveig, varav 10 507 hade det som tilltalsnamn. År 2003 fick 32 flickor namnet, varav 3 fick det som tilltalsnamn.

## Namnsdag
- Sverige: 4 juni (Sedan 1993. Innan dess 1986-92 på 1 september)
- Norge: 1 september
- I den finlandssvenska namnsdagslängden har Solveig namnsdag 3 september[2] sedan starten 1929, då en egen namnsdagskalender togs i bruk för finlandssvenskar.[3]

## Personer med namnet Solveig
- Solveig Andersson – skådespelerska
- Solveig Bøhle – norsk författare
- Solveig Egman – artistisk gymnast
- Solveig Faringer – operasångerska, författare och skådespelerska
- Solveig Gulbrandsen – norsk fotbollsspelare
- Solveig Hedengran – skådespelerska
- Solveig Lagström – skådespelerska och sångerska
- Solveig Nordström – arkeolog
- Solveig Olsson-Hultgren – författare
- Solveig Riberdahl – f.d. biträdande riksåklagare
- Solveig Rönn-Christiansson – riksdagsledamot
- Solveig von Schoultz – finlandssvensk författare
- Solveig Svensson – sångerska
- Solveig Ternström – skådespelerska, regissör